# Scinax camposseabrai
Scinax camposseabrai es una especie de anfibio anuro de la familia Hylidae.

## Distribución geográfica
Esta especie es endémica de Brasil. Se encuentra en:
- el estado de Bahía en los municipios de Maracás, Curaçá e Igaporã;
- el estado de Minas Gerais en el municipio de Matias Cardoso.[5]

## Descripción
Los machos miden de 30 a 34 mm y las hembras miden de 26 a 31 mm.

## Publicación original
- Bokermann, 1968: Three New Hyla from the Plateau of Maracás, Central Bahia, Brazil. Journal of Herpetology, vol. 1, n.º 1/4, p. 25-31.[6]